# 稲富祐直
稲富 祐直（いなとみ すけなお / いなどめ すけなお）は、戦国時代から江戸時代初期にかけての武将、砲術家。稲富流砲術の開祖で、伝書に『一流一返之書』がある。
後年、入道して一夢理斎（理斎または一夢斎）と号したので、稲富 一夢（いなとみ いちむ）の名でも知られる。姓は「いなどめ」と読む場合は稲留の字があてられることもある。

## 経歴
丹後国田辺の人。稲富氏は初めは山田姓で後に稲富となった。初名は直家（なおいえ）で、後に祐直と改める。

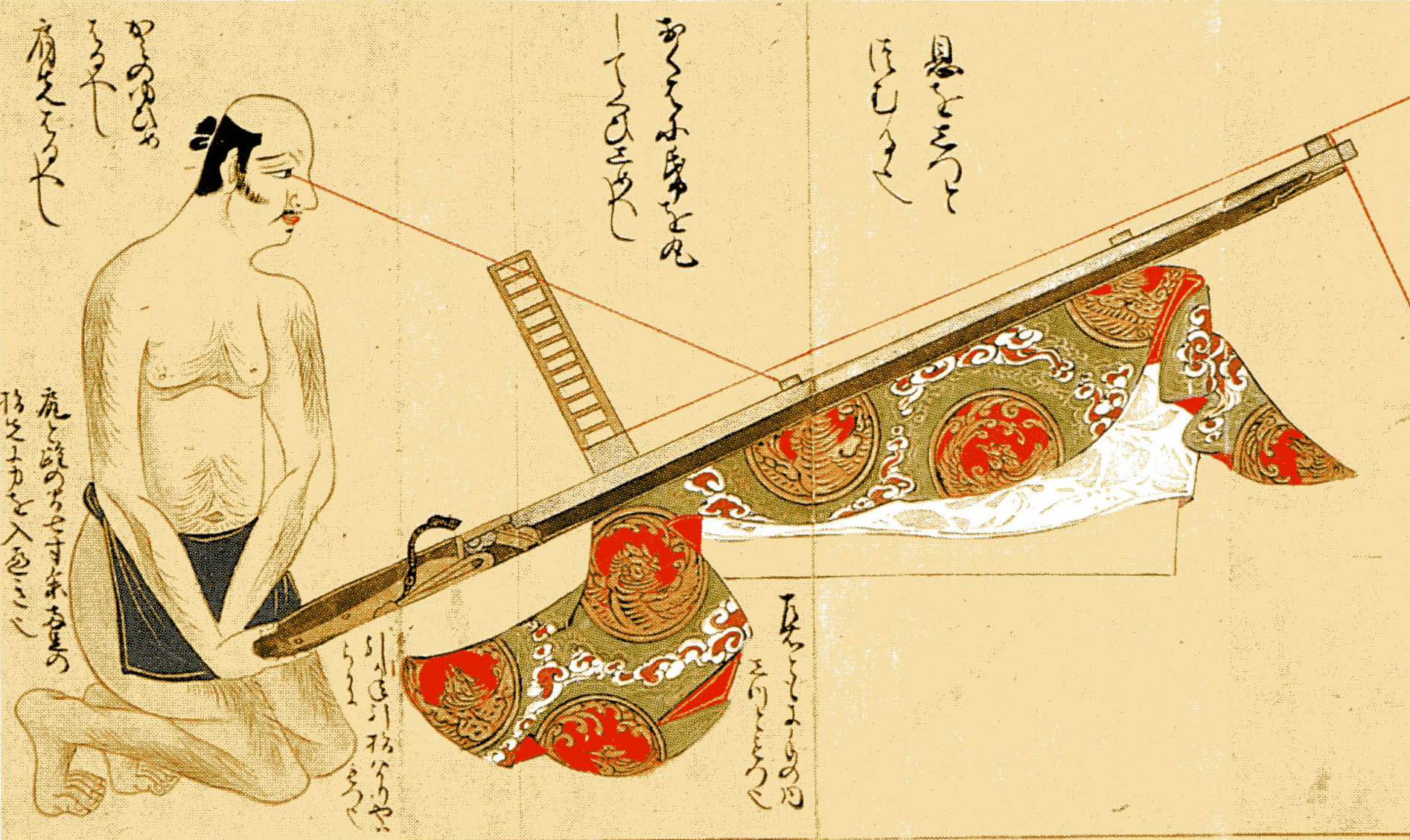
稲富流砲術秘伝書(大阪城天守閣所蔵)

祖父・稲富直時（相模守祐秀）は、渡唐して鉄砲の秘術を習得して帰朝した砲術家佐々木庄符次郎（佐々木少輔次郎義国）を招いて砲術を研究して奥義を取得した人物で、それを子の直秀（玄蕃頭）、孫の直家に伝えた。祐直はさらに工夫と鍛錬を重ねて銃の名人となると、数十巻の砲術書を著し、祖父が原型を作った技術を稲富流砲術として唱えた。
天正3年（1576年）、越前一向一揆を鎮定した直後、織田信長は重臣・明智光秀に一旦は丹後侵攻を命じたが、丹波守護・一色義道が一向一揆の鎮定に協力していたことを知ると一転して所領を安堵した。義道はしばらく信長に追従して臣下となっていたが、何らかの理由で決裂したため、天正6年(1578年）冬頃、信長の命を受けた長岡藤孝・忠興親子が丹後に侵攻。義道は一度はこれを撃退したが、光秀の援軍を受けた藤孝の攻撃と味方の裏切りにあって、翌年1月に居城八田城から敗走した。追い詰められた義道は、最期は家臣・沼田勘解由に裏切られて自害した。

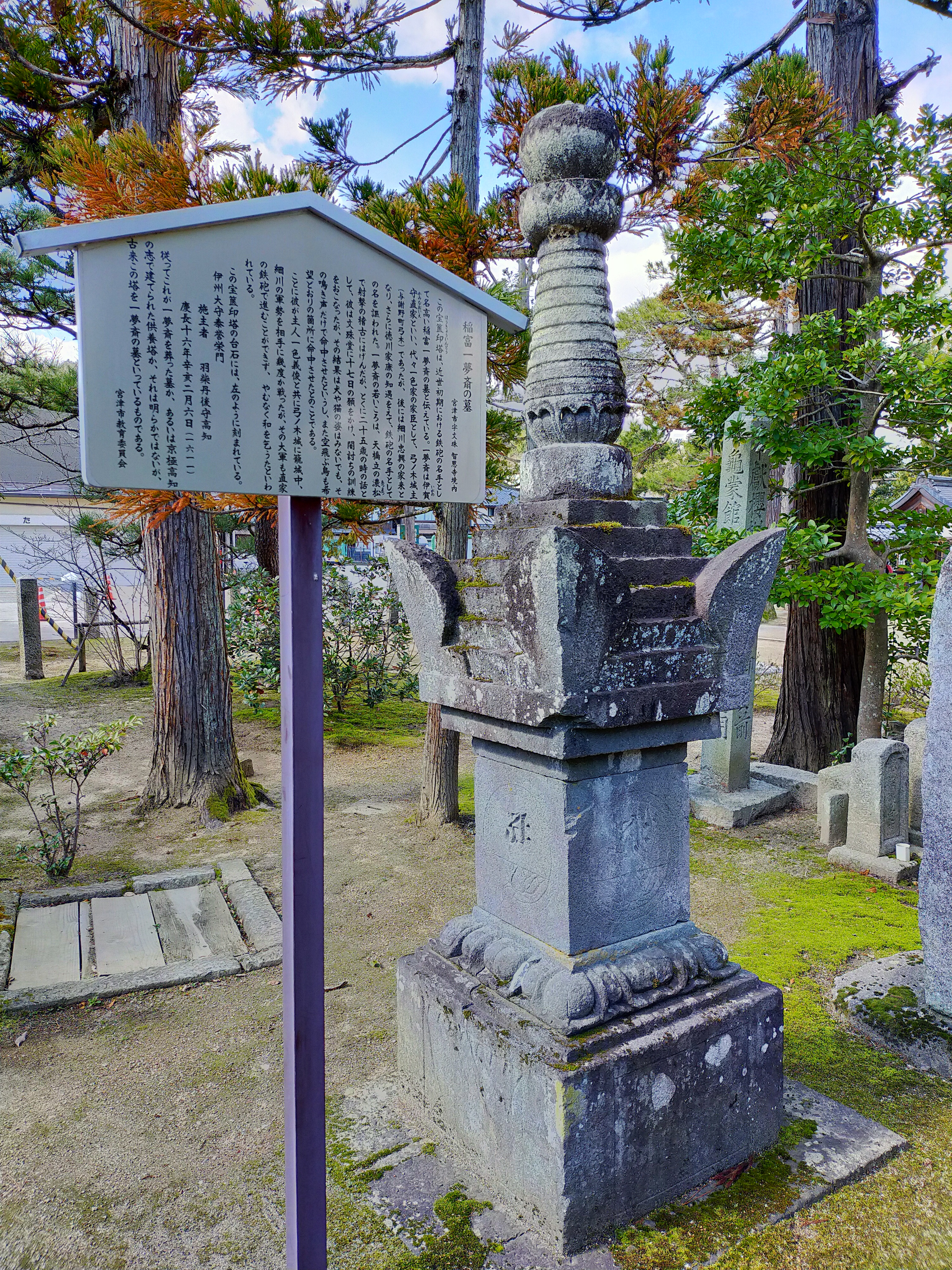
稲富一夢の墓（京都府宮津市知恩寺）

しかし藤孝の丹後平定は難航し、国人層の抵抗は続いた。稲富氏は代々丹後一色家の家臣であって、丹後弓木城（忌木城/弓ノ木城）を居城としていたが、新たに家督を継いだ満信（義定）は弓木城を譲り受けて、ここに残党を糾合した。7月、弓木城の攻囲が長引くと、光秀は一計を案じ、自ら仲介役となって和議を申し出て、満信と藤孝の娘との政略結婚を実現させた。丹波国を半分に分割統治することになる。満信は弓木城2万石と2郡を治めて、藤孝の与力となり、これでしばらくは平和であったが、天正10年（1582年）に本能寺の変が起こると、藤孝は宮津城に満信を呼び寄せて、突如、謀殺してしまう。吉原城主だった叔父・一色義清が弓木城に入って家督を継ぐが、弓木城は包囲され、最後は一色勢による敵陣斬り込みが敢行され下宮津の海岸で尽く討ち死にするという壮絶な結末を迎えて、一色家は滅亡する。
祐直がどの時点で城を去ったのかわからないが、羽柴秀吉の仲介で、旧主を滅ぼした忠興に仕え、師範となった。
慶長2年（1597年）、慶長の役では、細川隊の一員として渡海し、蔚山倭城に籠もって活躍。忠興と立花宗茂の軍勢が朝鮮で虎狩りを催した時、勢子が追い出した虎が祐直と立花家臣・十時三弥助の前に飛び出し、両名同時に発砲したが、銃の名人の祐直の弾は外れ、銃の素人の十時の弾は見事に命中した。祐直は虎に近く、十時は少し離れた所にいた。そこで将士の間では、祐直が虎を見て臆したせいで外したのだと、評判になったという。
慶長5年（1600年）7月、関ヶ原の戦いが勃発した時、大坂玉造の細川屋敷に居て、忠興の妻である細川ガラシャ夫人の警護役の1人だった。石田三成が500名を送って屋敷を包囲し、ガラシャ夫人を人質として引き渡すように要求すると、留守居役の家老・小笠原少斎、祐直と同役・河喜多石見は、敵が力ずくで奪おうとするならば奥方を刺して我らも自害しようと協議した。ガラシャ夫人も同意したため、少斎は奥方と同室するのは失礼であるとして、次室から薙刀で夫人の首を落として介錯した。河喜多は屋敷に火を放ち、少斎と一緒に自害。その介錯をした田辺六左衛門も火に飛び込んで殉死した。しかし、祐直はガラシャ夫人の自害の有様をみると裏門から飛び出して行方をくらましてしまった。桑田忠親はこの奇妙な行動によって祐直はその後いろいろな評価がされてしまうことになったとしている。戦後、忠興は、忠節を尽くした少斎らに対してすら夫人を逃がすことができなかったと憤慨したといわれるだけに、1人逃げた祐直に対して激怒し、捕らえて火炙りにしてやると息巻いていた。ところが、徳川家康が稲富流砲術の腕と知識が絶えるのを惜しみ、忠興を宥めて、祐直を側近に侍らせて鉄砲の話を聞くなどして、助命された。
幕府の鉄砲方として、国友鍛冶の組織化にも尽力。慶長9年と同15年（1610年）に家康、秀忠に招かれて、砲術の秘訣を伝授している。その後は、松平忠吉や徳川義直に仕えた。祐直から鉄砲の指南、奥義を受けた者には、家康、秀忠、忠吉、伊達政宗、浅野幸長ら大名、兵学者岡本半介などがいる。
慶長16年（1611年）に死去。家督は弟直重が継いでおり、その子正直は旗本として徳川秀忠に仕えた。

## 逸話
- 丹後の天橋立大明神の神前に参籠して17日間断食して盲打ちという工夫をあみ出した。そのため、さげ針に虱を貫かせ、それを撃ち抜いたり、家の中で鳥のさえずりを聞き、集まる場所を察して、鳥の姿を見ずに撃ち落し、手拭いで目隠しをしても百発百中だったという[11]。
- 合戦の際に具足を2枚重ねて着て飛び回れたことから、「二領具足」の異名を持つ[13][14]。

## 小説
- 松本清張『火の縄』（講談社文庫）
- 松本清張『特技』（光文社文庫・『青のある断層』収録）
- 松本清張『逃亡者』（角川文庫・『軍師の境遇』収録）
- 中村彰彦『ガラシャを棄てて』（徳間文庫・『敵は微塵弾正』収録）